# Енциклопедія Ічнянщини
«Енциклопедія Ічнянщини. 10 тисяч статей, довідок, документів, ілюстрацій» — перше універсальне довідникове друковане видання про Ічнянський край — м. Ічню та Ічнянський район Чернігівської об-
ласті.

## Вихідні дані
Енциклопедія Ічнянщини [Текст] : 10 тисяч статей, довідок, ілюстрацій: довідник / В. Ф. Шевченко ; ред. кол. серії видань з історії Ічнянщини: Л. Вакуленко, Г. Гарчинська, Т. Дорошенко [та ін.]. - К. : Гнозіс, 2014. - 928 с. : цв. ил. - ISBN 978-966-2760-11-8

## Вміст
Містить хронологію дат розвитку Ічнянщини за понад два тисячоліття історії. Подає місцеві топоніми, назви, події, явища про 76 населених пунктів краю, розповідає про них.
Вміщує інформацію про туристські центри загальнонаціонального значення, зокрема про Національний історико-культурний заповідник «Качанівка» та про дендропарк «Тростянець».
Містить біографічні відомості про понад 3 тисячі відомих ічнянців.
Також у виданні подано добірку історичних документів.